# Liam O'Brien
Pour les articles homonymes, voir O'Brien.
Ne doit pas être confondu avec Liam O'Brien, joueur canadien de hockey sur glace.
William Francis O'Brien est un footballeur irlandais né le 5 septembre 1964 à Dublin. Il évoluait au poste de milieu de terrain.

## Biographie

### En club
Avec le club des Shamrock Rovers, il remporte trois titres de champion d'Irlande et deux Coupes d'Irlande.
Avec cette équipe, il dispute 6 matchs en Coupe d'Europe des clubs champions.

### En équipe nationale
International irlandais, il reçoit 16 sélections en équipe d'Irlande entre 1986 et 1996. 
Il joue son premier match en équipe nationale le 23 avril 1986 contre l'Uruguay et son dernier le 9 octobre 1996 contre la Macédoine.
Il fait partie du groupe irlandais lors de l'Euro 1988, sans toutefois disputer de match lors de cette compétition.

## Carrière
- 1982-1983 :  Bohemian FC
- 1983-1986 :  Shamrock Rovers FC
- 1986-1988 :  Manchester United
- 1988-1994 :  Newcastle United
- 1994-1999 :  Tranmere Rovers
- 1999-2000 :  Cork City
- 2000-2002 :  Bohemian FC

## Palmarès
Avec les Shamrock Rovers :
- Champion d'Irlande en 1984, 1985 et 1986
- Vainqueur de la Coupe d'Irlande en 1985 et 1986
- Vainqueur de la Dublin City Cup en 1984

Avec Newcastle United :
- Vainqueur de la Football League First Division en 1993

## Sources
- (en) Stephen McGarrigle, The Complete who's who of Irish international football : 1945-1996, Edimbourg, Mainstream Publishing, octobre 1996, 237 p. (ISBN 1-85158-894-9), p. 146-147